# The Lifetimes Tour
 (septembre 2024).
La mise en forme du texte ne suit pas les recommandations de Wikipédia : il faut le « wikifier ».
Les points d'amélioration suivants sont les cas les plus fréquents. Le détail des points à revoir est peut-être précisé sur la page de discussion.
- Les titres sont pré-formatés par le logiciel. Ils ne sont ni en capitales, ni en gras.
- Le texte ne doit pas être écrit en capitales (les noms de famille non plus), ni en gras, ni en italique, ni en « petit »…
- Le gras n'est utilisé que pour surligner le titre de l'article dans l'introduction, une seule fois.
- L'italique est rarement utilisé : mots en langue étrangère, titres d'œuvres, noms de bateaux, etc.
- Les citations ne sont pas en italique mais en corps de texte normal. Elles sont entourées par des guillemets français : « et ».
- Les listes à puces sont à éviter, des paragraphes rédigés étant largement préférés. Les tableaux sont à réserver à la présentation de données structurées (résultats, etc.).
- Les appels de note de bas de page (petits chiffres en exposant, introduits par l'outil «  Source ») sont à placer entre la fin de phrase et le point final[comme ça].
- Les liens internes (vers d'autres articles de Wikipédia) sont à choisir avec parcimonie. Créez des liens vers des articles approfondissant le sujet. Les termes génériques sans rapport avec le sujet sont à éviter, ainsi que les répétitions de liens vers un même terme.
- Les liens externes sont à placer uniquement dans une section « Liens externes », à la fin de l'article. Ces liens sont à choisir avec parcimonie suivant les règles définies. Si un lien sert de source à l'article, son insertion dans le texte est à faire par les notes de bas de page.
- La présentation des références doit suivre les conventions bibliographiques. Il est recommandé d'utiliser les modèles {{Ouvrage}}, {{Chapitre}}, {{Article}}, {{Lien web}} et/ou {{Bibliographie}}. Le mode d'édition visuel peut mettre en forme automatiquement les références.
- Insérer une infobox (cadre d'informations à droite) n'est pas obligatoire pour parachever la mise en page.

Pour une aide détaillée, merci de consulter Aide:Wikification.
Si vous pensez que ces points ont été résolus, vous pouvez retirer ce bandeau et améliorer la mise en forme d'un autre article.
Tournées par Katy Perry
Witness: The Tour
(2017–18)
The Lifetimes Tour est la cinquième tournée mondiale de la chanteuse américaine Katy Perry. Elle a été annoncée en septembre 2024, après la sortie de son septième album studio, 143.  Elle a débuté le 23 avril 2025 à Mexico, au Mexique, et se terminera le 11 novembre de la même année à Madrid, avec 90 représentations au total. La tournée sera représentée une dernière fois le 7 décembre lors du Grand Prix d'automobile d'Abou Dabi
The Lifetimes Tour sera sa première tournée mondiale en sept ans après le Witness: The Tour.

## Développement
Le 25 septembre 2024, Katy Perry a annoncé en direct dans l'émission australienne Sunrise sa nouvelle tournée mondiale avec cinq premières dates en Australie,. La prévente des artistes et la vente générale ont été annoncées en même temps. Deux jours plus tard, deux concerts supplémentaires à Sydney et à Brisbane ont été ajoutés en raison de la forte demande durant la prévente.
Les premiers concerts pour l'Amérique latine ont été annoncés le 11 novembre. Le 17 novembre sont annoncées les dates pour le Royaume-Uni. Le 25 novembre sont annoncées les dates pour le Canada.
Les dates pour l'Europe fut annoncées le lundi 9 décembre. À la suite de la forte demande sur la date de Paris, deux dates ont été rajoutées. Le 29 janvier, la chanteuse a annoncé une nouvelle date à Lyon, le 7 novembre.

## Setlist
Katy Perry a déclarée lors de plusieurs interviews pour la promotion de la tournée interpréter ses plus gros hits : "La setlist sera composée de 70% de chansons que tout le monde connait, que tout le monde veut chanter, et quelques chansons de 143 ou des medleys de celles-ci". Les titres ci-dessous ont d'ores et déjà été confirmés par la chanteuse lors de la diffusion de son voyage de onze minutes dans l'espace :
ACTE I - Level 1
1. Artificial
2. Chained to the Rhythm
3. Teary Eyes
4. Dark Horse

ACTE II - Level 2
1. Woman's World
2. California Gurls
3. Teenage Dream
4. Hot N Cold
5. Last Friday Night (T.G.I.F.)
6. I Kissed A Girl

ACTE III - Level 3
1. Nirvana
2. Crush
3. I'm His, He's Mine
4. Wide Awake

ACTE IV - Choose Your Own Adventure
1. Surprise song 1
2. Surprise song 2
3. All The Love

ACTE V - Level 4
1. E.T.
2. Part of Me
3. Rise

ACTE VI - Level 5
1. Roar
2. Daisies
3. Lifetimes
4. Firework

## Dates de la tournée
| Date              | Ville           | Pays                | Lieu                              | Première partie     | Affluence | Revenu |
| ----------------- | --------------- | ------------------- | --------------------------------- | ------------------- | --------- | ------ |
| AMERIQUE DU NORD  |                 |                     |                                   |                     |           |        |
| 23 avril 2025     | Mexico          | Mexique             | Arena CDMX                        | Mariana BO          | -         | -      |
| 25 avril 2025     | Mexico          | Mexique             | Arena CDMX                        | Mariana BO          | -         | -      |
| 26 avril 2025     | Mexico          | Mexique             | Arena CDMX                        | Midnight Generation | -         | -      |
| 28 avril 2025     | Monterrey       | Mexique             | Monterrey Arena                   | Mariana BO          | -         | -      |
| 29 avril 2025     | Monterrey       | Mexique             | Monterrey Arena                   | Mariana BO          | -         | -      |
| 7 mai 2025        | Houston         | États-Unis          | Toyota Center                     | Rebecca Black       | -         | -      |
| 9 mai 2025        | Oklahoma        | États-Unis          | Paycom Center                     | Rebecca Black       | -         | -      |
| 10 mai 2025       | Kansas City     | États-Unis          | T-Mobile Center                   | Rebecca Black       | -         | -      |
| 12 mai 2025       | Chicago         | États-Unis          | United Center                     | Rebecca Black       | -         | -      |
| 13 mai 2025       | Minneapolis     | États-Unis          | Target Center                     | Rebecca Black       | -         | -      |
| 17 mai 2025       | Paradise        | États-Unis          | T-Mobile Arena                    | Rebecca Black       | -         | -      |
| 20 mai 2025       | Austin          | États-Unis          | Moody Center                      | Rebecca Black       | -         | -      |
| 22 mai 2025       | Dallas          | États-Unis          | American Airlines Center          | Rebecca Black       | -         | -      |
| OCEANIE           |                 |                     |                                   |                     |           |        |
| 4 juin 2025       | Sydney          | Australie           | Qudos Bank Arena                  | Kinder              | -         | -      |
| 7 juin 2025       | Melbourne       | Australie           | Rod Laver Arena                   | Kinder              | -         | -      |
| 9 juin 2025       | Sydney          | Australie           | Qudos Bank Arena                  | Kinder              | -         | -      |
| 10 juin 2025      | Sydney          | Australie           | Qudos Bank Arena                  | Kinder              | -         | -      |
| 12 juin 2025      | Melbourne       | Australie           | Rod Laver Arena                   | Kinder              | -         | -      |
| 13 juin 2025      | Melbourne       | Australie           | Rod Laver Arena                   | Kinder              | -         | -      |
| 14 juin 2025      | Melbourne       | Australie           | Rod Laver Arena                   | Kinder              | -         | -      |
| 17 juin 2025      | Brisbane        | Australie           | Brisbane Entertainment Centre     | Kinder              | -         | -      |
| 18 juin 2025      | Brisbane        | Australie           | Brisbane Entertainment Centre     | Kinder              | -         | -      |
| 22 juin 2025      | Perth           | Australie           | RAC Arena                         | Kinder              | -         | -      |
| 23 juin 2025      | Perth           | Australie           | RAC Arena                         | Kinder              | -         | -      |
| 26 juin 2025      | Adélaïde        | Australie           | Adelaide Entertainment Centre     | Kinder              | -         | -      |
| 27 juin 2025      | Adélaïde        | Australie           | Adelaide Entertainment Centre     | Kinder              | -         | -      |
| 29 juin 2025      | Adélaïde        | Australie           | Adelaide Entertainment Centre     | Kinder              | -         | -      |
| 30 juin 2025      | Adélaïde        | Australie           | Adelaide Entertainment Centre     | Kinder              | -         | -      |
| AMERIQUE DU NORD  |                 |                     |                                   |                     |           |        |
| 10 juillet 2025   | Denver          | États-Unis          | Ball Arena                        | Rebecca Black       | -         | -      |
| 12 juillet 2025   | Phoenix         | États-Unis          | Footprint Center                  | Rebecca Black       | -         | -      |
| 13 juillet 2025   | Anaheim         | États-Unis          | Honda Center                      | Rebecca Black       | -         | -      |
| 15 juillet 2025   | Inglewood       | États-Unis          | Kia Forum                         | Rebecca Black       | -         | -      |
| 18 juillet 2025   | San Francisco   | États-Unis          | Chase Center                      | Rebecca Black       | -         | -      |
| 21 juillet 2025   | Seattle         | États-Unis          | Climate Pledge Arena              | Rebecca Black       | -         | -      |
| 22 juillet 2025   | Vancouver       | Canada              | Rogers Arena                      | Rebecca Black       | -         | -      |
| 24 juillet 2025   | Edmonton        | Canada              | Rogers Place                      | Rebecca Black       | -         | -      |
| 26 juillet 2025   | Winnipeg        | Canada              | Canada Life Centre                | Rebecca Black       | -         | -      |
| 29 juillet 2025   | Ottawa          | Canada              | Canadian Tire Centre              | Rebecca Black       | -         | -      |
| 30 juillet 2025   | Montréal        | Canada              | Centre Bell                       | Rebecca Black       | -         | -      |
| 1er août 2025     | Québec          | Canada              | Centre Vidéotron                  | Cheat Codes         | -         | -      |
| 3 août 2025       | Detroit         | États-Unis          | Little Caesars Arena              | Cheat Codes         | -         | -      |
| 5 août 2025       | Toronto         | Canada              | Scotiabank Arena                  | Rebecca Black       | -         | -      |
| 6 août 2025       | Toronto         | Canada              | Scotiabank Arena                  | Rebecca Black       | -         | -      |
| 8 août 2025       | Boston          | États-Unis          | TD Garden                         | Rebecca Black       | -         | -      |
| 9 août 2025       | Philadelphie    | États-Unis          | Wells Fargo Center                | Rebecca Black       | -         | -      |
| 11 août 2025      | New York        | États-Unis          | Madison Square Garden             | Rebecca Black       | -         | -      |
| 14 août 2025      | Newark          | États-Unis          | Prudential Center                 | Rebecca Black       | -         | -      |
| 15 août 2025      | Baltimore       | États-Unis          | CFG Bank Arena                    | Rebecca Black       | -         | -      |
| 17 août 2025      | Raleigh         | États-Unis          | Lenovo Center                     | Rebecca Black       | -         | -      |
| 19 août 2025      | Nashville       | États-Unis          | Bridgestone Arena                 | Rebecca Black       | -         | -      |
| 20 août 2025      | Atlanta         | États-Unis          | State Farm Arena                  | Rebecca Black       | -         | -      |
| 22 août 2025      | Tampa           | États-Unis          | Amalie Arena                      | Rebecca Black       | -         | -      |
| 23 août 2025      | Miami           | États-Unis          | Kaseya Center                     | Rebecca Black       | -         | -      |
| AMERIQUE DU SUD   |                 |                     |                                   |                     |           |        |
| 6 septembre 2025  | Santiago        | Chili               | Estadio Bicentenario              | -                   | -         | -      |
| 9 septembre 2025  | Buenos Aires    | Argentine           | Movistar Arena                    | -                   | -         | -      |
| 10 septembre 2025 | Buenos Aires    | Argentine           | Movistar Arena                    | -                   | -         | -      |
| 14 septembre 2025 | São Paulo       | Brésil              | The Town Festival                 | N/A                 | N/A       | N/A    |
| 16 septembre 2025 | Curitiba        | Brésil              | Ligga Arena                       | -                   | -         | -      |
| 19 septembre 2025 | Brasilia        | Brésil              | Arena BRB Mané Garrincha          | -                   | -         | -      |
| EUROPE            |                 |                     |                                   |                     |           |        |
| 4 octobre 2025    | Belfast         | Royaume-Uni         | SSE Arena                         | -                   | -         | -      |
| 5 octobre 2025    | Belfast         | Royaume-Uni         | SSE Arena                         | -                   | -         | -      |
| 7 octobre 2025    | Glasgow         | Royaume-Uni         | OVO Hydro                         | -                   | -         | -      |
| 8 octobre 2025    | Manchester      | Royaume-Uni         | AO Arena                          | -                   | -         | -      |
| 10 octobre 2025   | Sheffield       | Royaume-Uni         | Utilita Arena Sheffield           | -                   | -         | -      |
| 11 octobre 2025   | Birmingham      | Royaume-Uni         | Utilita Arena                     | -                   | -         | -      |
| 13 octobre 2025   | Londres         | Royaume-Uni         | O2 Arena                          | -                   | -         | -      |
| 14 octobre 2025   | Londres         | Royaume-Uni         | O2 Arena                          | -                   | -         | -      |
| 16 octobre 2025   | Anvers          | Belgique            | Sportpaleis                       | -                   | -         | -      |
| 17 octobre 2025   | Hanovre         | Allemagne           | Zag Arena                         | -                   | -         | -      |
| 19 octobre 2025   | Copenhague      | Danemark            | Royal Arena                       | -                   | -         | -      |
| 21 octobre 2025   | Berlin          | Allemagne           | Uber Arena                        | -                   | -         | -      |
| 23 octobre 2025   | Cologne         | Allemagne           | Lanxess Arena                     | -                   | -         | -      |
| 24 octobre 2025   | Paris           | France              | Accor Arena                       | -                   | -         | -      |
| 27 octobre 2025   | Budapest        | Hongrie             | MVM Dome                          | -                   | -         | -      |
| 28 octobre 2025   | Cracovie        | Pologne             | Tauron Arena                      | -                   | -         | -      |
| 30 octobre 2025   | Prague          | République tchèque  | O2 Arena                          | -                   | -         | -      |
| 31 octobre 2025   | Munich          | Allemagne           | Olympiahalle                      | -                   | -         | -      |
| 2 novembre 2025   | Bologne         | Italie              | Unipol Arena                      | -                   | -         | -      |
| 4 novembre 2025   | Paris           | France              | Accor Arena                       | -                   | -         | -      |
| 5 novembre 2025   | Paris           | France              | Accor Arena                       | -                   | -         | -      |
| 7 novembre 2025   | Lyon            | France              | LDLC Arena                        | -                   | -         | -      |
| 9 novembre 2025   | Barcelone       | Espagne             | Palau Sant Jordi                  | -                   | -         | -      |
| 11 novembre 2025  | Madrid          | Espagne             | Movistar Arena                    | -                   | -         | -      |
| ASIE              |                 |                     |                                   |                     |           |        |
| 21 novembre 2025  | Hangzhou        | Chine               | Olympic Sports Centre Gymnasium   | -                   | -         | -      |
| 22 novembre 2025  | Hangzhou        | Chine               | Olympic Sports Centre Gymnasium   | -                   | -         | -      |
| 24 novembre 2025  | Shangai         | Chine               | Mercedes-Benz Arena               | -                   | -         | -      |
| 25 novembre 2025  | Shangai         | Chine               | Mercedes-Benz Arena               | -                   | -         | -      |
| 26 novembre 2025  | Shangai         | Chine               | Mercedes-Benz Arena               | -                   | -         | -      |
| 29 novembre 2025  | Haikou          | Chine               | -                                 | -                   | -         | -      |
| 3 décembre 2025   | Tokyo           | Japon               | Saitama Super Arena               | -                   | -         | -      |
| 4 décembre 2025   | Tokyo           | Japon               | Saitama Super Arena               | -                   | -         | -      |
| MOYEN ORIENT      |                 |                     |                                   |                     |           |        |
| 7 décembre 2025   | Abou Dabi       | Émirats arabes unis | Grand Prix automobile d'Abou Dabi | -                   | -         | -      |
| CUMULATIF TOTAL   | CUMULATIF TOTAL | CUMULATIF TOTAL     | CUMULATIF TOTAL                   | CUMULATIF TOTAL     | -         | -      |

Annulation
| Date         | Ville       | Pays    | Lieu              | Raison                |
| ------------ | ----------- | ------- | ----------------- | --------------------- |
| 1er mai 2025 | Guadalajara | Mexique | Guadalajara Arena | Lieu inachevé à temps |
| 2 mai 2025   | Guadalajara | Mexique | Guadalajara Arena | Lieu inachevé à temps |